# Alexander Vieweg
Alexander Vieweg (ur. 28 czerwca 1986 w Lipsku) – niemiecki lekkoatleta specjalizujący się w rzucie oszczepem.
W 2003 zajął 11. miejsce w mistrzostwach świata kadetów. Dwa lata później zdobył w Kownie srebrny medal mistrzostw Europy juniorów. W roku 2007 wywalczył tytuł młodzieżowego mistrza Europy uzyskując wynik 79,59. Uczestnik olimpijskiego konkursu na stadionie narodowym w Pekinie (2008) - z wynikiem 67,49 nie awansował do finału. Rekord życiowy: 83,27 (13 lipca 2008, Ateny).

## Progresja wyników
| Rok  | Wynik | Data        | Miejsce                    | Uwagi           |
| ---- | ----- | ----------- | -------------------------- | --------------- |
| 2003 | 70,86 | 6 września  | Neustadt an der Weinstraße | (oszczep 700 g) |
| 2004 | 70,51 | 12 sierpnia | Saarbrücken                |                 |
| 2005 | 75,85 | 23 lipca    | Kowno                      |                 |
| 2006 | 78,18 | 25 maja     | Neuwied                    |                 |
| 2007 | 79,59 | 14 czerwca  | Debreczyn                  |                 |
| 2008 | 83,27 | 13 lipca    | Ateny                      |                 |
| 2009 | 79,00 | 31 maja     | Forbach                    |                 |
| 2011 | 75,81 | 1 czerwca   | Dessau                     |                 |
| 2012 | 68,54 | 28 maja     | Rehlingen                  |                 |